# Johann Christian Stumpf
Pour les articles homonymes, voir Stumpf.
Johann Christian Stumpf (ou Stumpff), né le 31 juillet 1737 à Mayence et mort le 11 avril 1801 à Francfort dans le Saint-Empire romain germanique, est un bassoniste et compositeur allemand de musique classique.

## Biographie
Selon le site « Weber Gesamtausgabe » lié à l'université de Paderborn et à l'académie des sciences et de littérature de Mayence, Johann Christian Stumpf serait né le 31 juillet 1737 à Mayence, mais de nombreuses sources sont moins précises et se contentent de situer sa naissance vers 1740,,,.
Selon François-Joseph Fétis dans sa Biographie universelle des musiciens publiée à Bruxelles en 1844, Johann Christian Stumpf vécut à Paris vers 1785 et y publia plusieurs compositions,,. Ce virtuose du basson fut ensuite attaché à l'orchestre d'Altona à Hambourg jusqu'en 1798, puis eut le titre de second répétiteur au Théâtre de Francfort-sur-le-Main,,.
On sait par ailleurs qu'il a travaillé dans l'orchestre de la cour de Nassau-Weilburg à Kirchheimbolanden, où la vie artistique était florissante, en particulier la musique de cour, l'enfant chéri de Caroline d'Orange, sous la direction des maîtres de concert Breunig, Rothfischer, Stumpf, Neubauer et l'Eveque. Suivant Schubart, cité par Heinrich Lehmacher qui a fait l'historique de la Cour de Nassau-Weilburg, les musiciens de l'orchestre n'étaient pas des virtuoses mais l'ensemble était homogène et, d'après le témoignage de solistes invités, meilleur que dans des Cours plus grandes.
Johann Christian Stumpf meurt à Francfort-sur-le-Main le 11 avril 1801,,.

## Œuvre
Selon François-Joseph Fétis (Biographie universelle des musiciens, tome huitième, 1844), on a imprimé de Stumpf les œuvres suivantes :
- Entr'actes pour des pièces de théâtre, à grand orchestre, livres 1 à 4
- Pièces d'harmonie pour 2 clarinettes, 2 cors et 2 bassons, livres 1 à 4
- Concerto pour flûte, op. 15 (imprimé à Augsbourg par Gombart)
- Duos pour 2 clarinettes, op. 18 (imprimés à Paris par Naderman)
- Concertos pour le basson no 1, 2, 3 ,4 (imprimés à  Bonn par Simrock)
- Quatuor pour basson, violon, alto et basse (imprimé à  Bonn par Simrock)
- Duos pour 2 bassons, livres 1 et 2 (imprimés à Paris par Leduc)
- Sonates en duos pour violon et violoncelle, op. 1 et 2 (imprimées à Paris par Leduc)
- Duos pour 2 violoncelles op. 16 et 17 (imprimés à Paris par Sieber)
- Duos et Trios pour le violon (imprimés à Paris par Sieber)

Fétis précise également que Stumpf a arrangé pour divers instruments à vent plusieurs opéras de Mozart, Salieri, Paer (Johann Joseph Beer) et Wranitzky.

## Enregistrement
- Mozart und die hofmusik in Kirchheimbolanden, Kurpfälzisches Kammerorchester, dir. Hans Oskar Koch (label Unisono)[11]